# مدينة الفوهرر

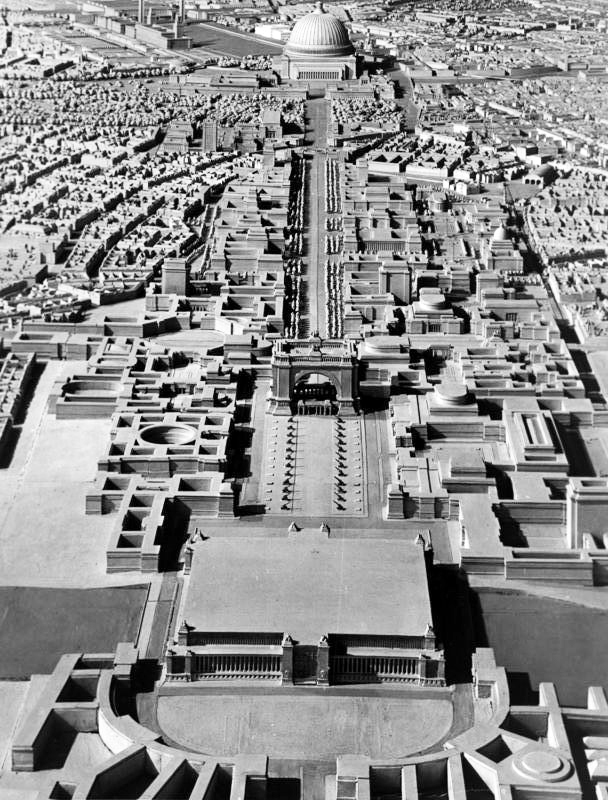
نموذج لخطة هتلر لبرلين تم إعداده تحت إشراف ألبرت سبير، متجهًا شمالًا نحو فولكسشال في الجزء العلوي من الإطار

مدينة الفوهرر، أو Führerstadt باللغة الألمانية، هي المكانة الممنوحة لخمس مدن ألمانية في عام 1937 من قبل أدولف هتلر مستشار ألمانيا النازية. استندت على رؤية هتلر للقيام بمشاريع التحول الحضري العملاقة في هذه المدن بناءً على تصوراته الخاصة التي نفذها المهندسون المعماريون الألمان ومنهم ألبرت شبير وبول لودفيغ تروست وجيرمن بستيلماير وكونستانتي جوتشو وهيرمان جيسلر وخواكيم غال وبول أوتو أغسطس بومغارتن. كان من المقرر تنفيذ المزيد من مشاريع إعادة الإعمار المتواضعة في خمسة وثلاثين مدينة أخرى، على الرغم من أن بعض المصادر تؤكد أن هذا العدد يصل إلى خمسين. ومع ذلك، لم تتحقق هذه الخطط للجزء الأكبر بسبب بداية الحرب العالمية الثانية، على الرغم من استمرار البناء حتى في ظروف الحرب بإصرار من هتلر.
بعد معركة فرنسا في عام 1940، أمر هتلر بإكمال إعادة التشكيل المعماري لهذه المدن بحلول عام 1950، وينبغي أن يمثل حجم الانتصارات الألمانية في أوروبا الغربية. 
مدن الفوهرر الخمس هي:
- لينز[4]
- برلين
- ميونيخ : "عاصمة الحركة النازية"
- هامبورغ : «عاصمة الشحن الألماني»
- نورمبرغ : «مدينة اتفاقيات الرايخ»